# Kompolje, Lukovica
Kompolje este o localitate din comuna Lukovica, Slovenia, cu o populație de 33 de locuitori.